# Dante Pantanelli
Dante Pantanelli (Siena 4 de enero de 1844 - Módena 2 de noviembre de 1913) fue un botánico, paleontólogo, geólogo, y profesor italiano.

## Biografía
Entre 1848 y 1860 vivió en Egipto, al El Cairo, donde su padre, activo en los movimientos liberales, había optado por pasar al exilio. Después volverían a Siena y habiendo terminado sus estudios, se graduó en matemática por la Universidad de Pisa en 1865. Allí, siguió los cursos de Giuseppe Meneghini, gustándole historia natural. Ganó un concurso docente, y entre 1865 y 1882 enseñó física en los Liceos de Cagliari, Spoleto y, por último, en su ciudad natal, encontrándose en 1866 en la batalla de Bezzecca, en las filas del garibaldismo.
En Siena dirigió el Museo Mineralógico y Geológico de la Academia de los Fisiocríticos y se aplicó sistemáticamente a los estudios geológicos, paleontológicos y malacológicos, por medio de los cuales logró obtener las cátedras de mineralogía y geología en la Universidad de Modena, donde dos veces fue decano de la Facultad de Ciencias y donde permaneció hasta su muerte.
Experto malacólogo, Pantanelli fue uno de los primeros en tratar, en Italia, de la micropaleontología de las rocas. Su colección contaba con 3000 ejemplares de fósiles, en particular del plioceno toscano, estudios que confluyeron en un número de memorias importantes, incluso escritas en colaboración con Carlo De Stefani, especialmente de moluscos marinos del senese. En los últimos años se preocupó principalmente de la hidrología y del petróleo.

## Honores
Miembro de
- Accademia dei Fisiocritici
- por largos años presidente de la Accademia di Scienze, Lettere e Arti de Módena (1898-1904)
- Sociedad Geológica Italiana (1897), que había contribuido a fundar en 1881
- Società dei Naturalisti e Matematici di Modena (1890-1905 e 1912-13)

Político concejal
- (1897-1904)

## Algunas publicaciones
- Molluschi pliocenici dei dintorni di Siena, scritto con C. De Stefani, 215 pp. Siena 1878

- Note di malacologia pliocenica. Aggiunte e correzioni al catalogo dei molluschi pliocenici dei dintorni di Siena, Bargellini, Siena 1884

- Note paleontologiche: Cyprina islandica Linn. Pyrula Rusticula Bast., Schizaster Scillae Agas, etc 3 pp. 1883

- Cenno monografico intorno alla fauna fossile di Montese. Con G. Mazzetti, 2 vols. Vincenzi, Modena 1885-1887

- Monografia degli strati pontici del Miocene superiore nell'Italia settentrionale e centrale, Tip. Soliani, Modena 1886

- I terreni quadernari e recenti dell'Emilia, Tip. Soliani, 424 pp. Modena 1893

- Lamellibranchi pliocenici. Enumerazione e sinonimia delle specie dell'Italia superiore e centrale, Soc. tip. modenese, Modena 1893

- L'Appennino modenese descritto ed illustrato. Con V. Santi, Licinio Cappelli, Rocca S. Casciano 1895 (Treves 1896)

- Variazioni sul livello delle acque sotterranee di Modena: nota. Edición reimpresa de Tip. della R. Accademia dei Lincei, 7 pp. 1898

- Zoologia, anatomia e fisiologia comparate, Pizzolotti, Modena 1900

- Storia geologica dell'Arno, Tip. Cuggiani, Roma 1900

- Acque sotterranee fra Secchia e Panaro. Editor Ferrari, 46 pp. 1907

- L'Appennino modenese descritto ed illustrato: con 153 incisioni, una carta geografica ed una geologica. Vol. 1. Edición reimpresa de Libreria La sorgente, 1.166 pp. 1996. Con Venceslao Santi. Edición reimpresa de British Library, Historical Print Editions, ISBN 1241355711, 468 pp. 2011